# Савицкая, Галина Владимировна
Гали́на Влади́мировна Сави́цкая (урожд. Крисе́вич; 13 июля 1961, Минск, Белорусская ССР, СССР) — советская и белорусская баскетболистка, бронзовый призёр Олимпийских игр. Заслуженный мастер спорта СССР (1984). Имеет гражданство Испании.

## Биография
Мать — Наталья Александровна Сокольская, микробиолог.
Первый тренер — Мария Ивановна Селюнина.
Пришла в минскую команду «Горизонт» в 1971 году, а в 1976 дебютировала в основном составе. С клубом стала серебряным призёром чемпионата СССР 1988/89. В 1983 году выиграла бронзовую медаль Спартакиады в составе сборной Белорусской ССР.
На Олимпиаде 1988 года в составе сборной СССР сыграла 5 матчей и стала обладательницей бронзовой медали. В 1989 году ушла из «Горизонта» и заключила зарубежный контракт.
Признана лучшей баскетболисткой Белоруссии за всю историю.